# Jon Rønningen
Jon Rønningen (Oslo, 28 de noviembre de 1962) es un deportista noruego que compitió en lucha grecorromana. Su hermano Lars también compitió en lucha grecorromana.
Participó en cuatro Juegos Olímpicos de Verano, obteniendo en total dos medallas de oro, en Seúl 1988 y Barcelona 1992, ambas en la categoría de 52 kg, el quinto lugar en Los Ángeles 1984 y el 17.º lugar en Atlanta 1996.
Ganó tres medallas en el Campeonato Mundial de Lucha entre los años 1985 y 1991, y tres medallas en el Campeonato Europeo de Lucha entre los años 1986 y 1990.

## Palmarés internacional
| Juegos Olímpicos   | Juegos Olímpicos     | Juegos Olímpicos  | Juegos Olímpicos |
| Año                | Lugar                | Medalla           | Categoría        |
| ------------------ | -------------------- | ----------------- | ---------------- |
| 1988               | Seúl (Corea del Sur) | Medalla de oro    | 52 kg            |
| 1992               | Barcelona (España)   | Medalla de oro    | 52 kg            |
| Campeonato Mundial |                      |                   |                  |
| Año                | Lugar                | Medalla           | Categoría        |
| 1985               | Kolbotn (Noruega)    | Medalla de oro    | 52 kg            |
| 1986               | Budapest (Hungría)   | Medalla de plata  | 52 kg            |
| 1991               | Varna (Bulgaria)     | Medalla de bronce | 52 kg            |
| Campeonato Europeo |                      |                   |                  |
| Año                | Lugar                | Medalla           | Categoría        |
| 1986               | El Pireo (Grecia)    | Medalla de bronce | 52 kg            |
| 1988               | Kolbotn (Noruega)    | Medalla de plata  | 52 kg            |
| 1990               | Poznań (Polonia)     | Medalla de oro    | 52 kg            |